# Atelopus calima
Atelopus calima — вид отруйних жаб родини ропухових (Bufonidae). Описаний у 2024 році.

## Назва
Назва виду відноситься до культури Каліма (приблизно 1600—1700 рр. н. е.), населяла виключно верхній регіон річки Каліма та його околиці в Західних Кордильєрах, де знайдено новий вид.

## Поширення
Ендемік Колумбії. Поширений у муніципалітеті Йотоко у департаменті Вальє-дель-Каука на заході країни.